# روخيليو سيردا بيريز
روخيليو سيردا بيريز هو سياسي مكسيكي، ولد في 21 نوفمبر 1951 في مونتيري في ولاية نويفو ليون. نشط حزبياً في الحزب الثوري المؤسساتي. وقد انتخب عضو مجلس النواب المكسيك ‏.